# Isotopes du gallium
Le gallium (Ga, numéro atomique 31) possède 31 isotopes connus, de nombre de masse variant de 56 à 86, ainsi que trois isomères nucléaires. Parmi ces isotopes, deux sont stables, le gallium 69 et le gallium 71, et constituent l'ensemble du gallium naturel dans une proportion 60/40. La masse atomique standard du gallium est de 69,723(1) u.
Le radioisotope a plus longue durée de vie est le gallium 67, avec une demi-vie de 3,3 jours, suivi du gallium 72 (14 heures), du gallium 66 (9,5 heures), du gallium 73 (4,86 heures) et du gallium 68 (67,71 minutes). Quatre autres isotopes ont une demi-vie comprise entre une heure et une minute ; elle est inférieure à une minute pour tous les autres. Les isotopes les plus légers (56 à 59) se désintègrent par émission de proton, ceux légèrement plus lourds (mais plus légers que les isotopes stables) par émission de positron (à l'exception du gallium 67), tous en isotopes du zinc. Les radioisotopes les plus lourds se désintègrent par radioactivité β− en isotopes du germanium.
Les radioisotopes les plus importants commercialement sont le gallium 67 et le gallium 68.

## Isotopes notables

### Gallium naturel
Le gallium naturel est composé des deux isotopes stables 69Ga et 71Ga.
| Isotope | Abondance (pourcentage molaire) |
| ------- | ------------------------------- |
| 69Ga    | 60,108 (9) %                    |
| 71Ga    | 39,892 (9) %                    |

### Gallium 67
Le gallium 67 (67Ga) est l'isotope du gallium dont le noyau est constitué de 31 protons et de 36 neutrons. C'est le radioisotope à la plus longue demi-vie (3,3 jours) se désintégrant par capture électronique en zinc 67 (stable). Immédiatement après cette capture, il émet un rayonnement gamma, et est pour cela utilisé en imagerie nucléaire médicale, la scintigraphie au gallium. Il est utilisé habituellement sous la forme d'ion libre Ga3+.

### Gallium 68
Le gallium 68 (68Ga) est l'isotope du gallium dont le noyau est constitué de 31 protons et de 37 neutrons. C'est un isotope à courte vie (demi-vie d'environ 68 minutes) se désintégrant par émission de positron en zinc 68 (stable). Il est produit à partir du germanium 68 dans des générateurs à gallium 68 (en) ou à partir du zinc 68 via accélérateur de particules (cyclotron). Il est utilisé comme émetteur de positron de façon très minoritaire (mais croissante) en tomographie par émission de positrons (PET scan). Pour cet usage, il est généralement attaché comme traceur à une molécule hôte. Le composé radiopharmaceutique ainsi obtenu est absorbé différemment par les tissus que le 67Ga ionique habituellement utilisé pour des scanners au gallium. Du fait de sa chimie riche, il suscite beaucoup d'intérêt pour développer de nouveaux médicaments radiopharmaceutiques mais il se montre « extrêmement sensibles, notamment au pH, à la température ou aux métaux contaminants ».

## Table des isotopes
| Symbole de l'isotope | Z (p)                | N (n)                | Masse isotopique (u) | Demi-vie         | Mode(s) de désintégration, | Isotope(s) fils | Spin nucléaire |
| Symbole de l'isotope | Énergie d'excitation | Énergie d'excitation | Énergie d'excitation | Demi-vie         | Mode(s) de désintégration, | Isotope(s) fils | Spin nucléaire |
| -------------------- | -------------------- | -------------------- | -------------------- | ---------------- | -------------------------- | --------------- | -------------- |
| 56Ga                 | 31                   | 25                   | 55,99491(28)#        |                  | p                          | 55Zn            | 3+#            |
| 57Ga                 | 31                   | 26                   | 56,98293(28)#        |                  | p                          | 56Zn            | 1/2-#          |
| 58Ga                 | 31                   | 27                   | 57,97425(23)#        |                  | p                          | 57Zn            | 2+#            |
| 59Ga                 | 31                   | 28                   | 58,96337(18)#        |                  | p                          | 58Zn            | 3/2-#          |
| 60Ga                 | 31                   | 29                   | 59,95706(12)#        | 70(10) ms        | β+                         | 60Zn            | (2+)           |
| 61Ga                 | 31                   | 30                   | 60,94945(6)          | 168(3) ms        | β+                         | 61Zn            | 3/2-           |
| 62Ga                 | 31                   | 31                   | 61,944175(30)        | 116,18(4) ms     | β+                         | 62Zn            | 0+             |
| 63Ga                 | 31                   | 32                   | 62,9392942(14)       | 32,4(5) s        | β+                         | 63Zn            | (3/2-)         |
| 64Ga                 | 31                   | 33                   | 63,9368387(22)       | 2,627(12) min    | β+                         | 64Zn            | 0(+#)          |
| 64mGa                | 42,85(8) keV         | 42,85(8) keV         | 42,85(8) keV         | 21,9(7) µs       |                            |                 | 2+             |
| 65Ga                 | 31                   | 34                   | 64,9327348(9)        | 15,2(2) min      | β+                         | 65Zn            | 3/2-           |
| 66Ga                 | 31                   | 35                   | 65,931589(3)         | 9,49(7) h        | β+                         | 66Zn            | 0+             |
| 67Ga                 | 31                   | 36                   | 66,9282017(14)       | 3,2612(6) d      | CE                         | 67Zn            | 3/2-           |
| 68Ga                 | 31                   | 37                   | 67,9279801(16)       | 67,71(9) min     | β+                         | 68Zn            | 1+             |
| 69Ga                 | 31                   | 38                   | 68,9255736(13)       | Stable           | Stable                     | Stable          | 3/2-           |
| 70Ga                 | 31                   | 39                   | 69,9260220(13)       | 21,14(3) min     | β− (99,59)                 | 70Ge            | 1+             |
| 70Ga                 | 31                   | 39                   | 69,9260220(13)       | 21,14(3) min     | CE (0,41%)                 | 70Zn            | 1+             |
| 71Ga                 | 31                   | 40                   | 70,9247013(11)       | Stable           | Stable                     | Stable          | 3/2-           |
| 72Ga                 | 31                   | 41                   | 71,9263663(11)       | 14,095(3) h      | β−                         | 72Ge            | 3-             |
| 72mGa                | 119,66(5) keV        | 119,66(5) keV        | 119,66(5) keV        | 39,68(13) ms     | TI                         | 72Ga            | (0+)           |
| 73Ga                 | 31                   | 42                   | 72,9251747(18)       | 4,86(3) h        | β−                         | 73Ge            | 3/2-           |
| 74Ga                 | 31                   | 43                   | 73,926946(4)         | 8,12(12) min     | β−                         | 74Ge            | (3-)           |
| 74mGa                | 59,571(14) keV       | 59,571(14) keV       | 59,571(14) keV       | 9,5(10) s        |                            |                 | (0)            |
| 75Ga                 | 31                   | 44                   | 74,9265002(26)       | 126(2) s         | β−                         | 75Ge            | (3/2)-         |
| 76Ga                 | 31                   | 45                   | 75,9288276(21)       | 32,6(6) s        | β−                         | 76Ge            | (2+,3+)        |
| 77Ga                 | 31                   | 46                   | 76,9291543(26)       | 13,2(2) s        | β−                         | 77Ge            | (3/2-)         |
| 78Ga                 | 31                   | 47                   | 77,9316082(26)       | 5,09(5) s        | β−                         | 78Ge            | (3+)           |
| 79Ga                 | 31                   | 48                   | 78,93289(11)         | 2,847(3) s       | β− (99,911%)               | 79mGe           | (3/2-)#        |
| 79Ga                 | 31                   | 48                   | 78,93289(11)         | 2,847(3) s       | β−, n (0,089%)             | 78Ge            | (3/2-)#        |
| 80Ga                 | 31                   | 49                   | 79,93652(13)         | 1,697(11) s      | β− (99,11%)                | 80Ge            | (3)            |
| 80Ga                 | 31                   | 49                   | 79,93652(13)         | 1,697(11) s      | β−, n (0,89%)              | 79Ge            | (3)            |
| 81Ga                 | 31                   | 50                   | 80,93775(21)         | 1,217(5) s       | β− (88,11%)                | 81mGe           | (5/2-)         |
| 81Ga                 | 31                   | 50                   | 80,93775(21)         | 1,217(5) s       | β−, n (11,89%)             | 80Ge            | (5/2-)         |
| 82Ga                 | 31                   | 51                   | 81,94299(32)#        | 0,599(2) s       | β− (78,5%)                 | 82Ge            | (1,2,3)        |
| 82Ga                 | 31                   | 51                   | 81,94299(32)#        | 0,599(2) s       | β−, n (21,5%)              | 81Ge            | (1,2,3)        |
| 83Ga                 | 31                   | 52                   | 82,94698(32)#        | 308(1) ms        | β− (60%)                   | 83Ge            | 3/2-#          |
| 83Ga                 | 31                   | 52                   | 82,94698(32)#        | 308(1) ms        | β−, n (40%)                | 82Ge            | 3/2-#          |
| 84Ga                 | 31                   | 53                   | 83,95265(43)#        | 0,085(10) s      | β−, n (70%)                | 83Ge            |                |
| 84Ga                 | 31                   | 53                   | 83,95265(43)#        | 0,085(10) s      | β− (30%)                   | 84Ge            |                |
| 85Ga                 | 31                   | 54                   | 84,95700(54)#        | 50# ms [>300 ns] |                            |                 | 3/2-#          |
| 86Ga                 | 31                   | 55                   | 85,96312(86)#        | 30# ms [>300 ns] |                            |                 |                |

1. ↑  Abréviations :
CE : capture électronique ;
TI : transition isomérique.
2. ↑  Isotopes stables en gras, gras et italique ceux stables à notre échelle de temps.
3. ↑  Utilisé en imagerie médicale.
4. ↑  désexcitation gamma, utilisée cliniquement.
5. ↑  Radioisotope utilisé médicalement.

### Remarques
- Des matériaux disponibles dans le commerce peuvent avoir été soumis à un fractionnement isotopique involontaire ou non indiqué. Il est possible d'avoir des écarts importants entre la masse et la composition données.
- Les valeurs marquées # ne sont pas purement dérivées des données expérimentales, mais aussi au moins en partie à partir des tendances systématiques. Les spins avec des arguments d'affectation faibles sont entre parenthèses.
- Les incertitudes sont données de façon concise entre parenthèses après la décimale correspondante. Les valeurs d'incertitude dénotent un écart-type, à l'exception de la composition isotopique et de la masse atomique standard de l'IUPAC qui utilisent des incertitudes élargies[3].
- Masses des isotopes données par la Commission sur les Symboles, les Unités, la Nomenclature, les Masses atomiques et les Constantes fondamentales (SUNAMCO) de l'IUPAP.
- Abondances isotopiques données par la Commission des Abondances isotopiques et des Poids atomiques de l'IUPAC.